# Ulu Langat
Huyện Ulu Langat là một huyện thuộc bang Selangor của Malaysia. Huyện Ulu Langat có dân số thời điểm năm 2010 ước tính khoảng 1141880 người.